# Neodima
Neodima is een geslacht van kevers uit de familie  
kniptorren (Elateridae).
Het geslacht is voor het eerst wetenschappelijk beschreven in 1992 door Schimmel & Platia.

## Soorten
Het geslacht omvat de volgende soorten:
- Neodima cechovskyi Schimmel, 1998
- Neodima sichuanensis Schimmel & Platia, 1992